# Carole Jane Pachl
Carole Jane Pachl, née le 23 décembre 1938 à Prague en Tchécoslovaquie, est une patineuse artistique canadienne, triple championne du Canada entre 1955 et 1957.

## Biographie

### Jeunesse
Carole Jane Pachl est née à Prague, en Tchécoslovaquie. Sa mère Jarmila Pošíková est actrice, et son père Jan Pachl est un riche fabricant de chocolat. Son frère Rudy est né un an plus tard en 1939. À cette époque, l'Allemagne nazie commence son occupation de la Tchécoslovaquie juste avant le déclenchement de la Seconde Guerre mondiale. Son père, après s'être opposé aux nazis, est emprisonné dans un camp de concentration, puis s'est vu confisquer la plupart de ses biens par les communistes après la guerre.
Carole Jane Pachl Pachl et sa mère réside pendant un certain temps en Angleterre et à Saint-Moritz en Suisse. C'est pendant cette période que Carole Jane Pachl aime regarder le patinage artistique et qu'elle commence à s'entraîner sérieusement à l'âge de huit ans, après que sa mère l'ait amenée devant l'entraîneur suisse Arnold Gerschwiler en Angleterre. Au début de 1947, elle déménage à Saint-Moritz, en Suisse, où Gerschwiler continue à l'entraîner.
La famille finit par déménager à Montréal au Canada en 1949. Elle continue de s'entraîner dans la ville québécoise, où le président de son club la parraine pour qu'elle obtienne la citoyenneté canadienne, quatre ans avant le reste de sa famille, pour qu'elle puisse poursuivre son entraînement avec Gus Lussi à Lake Placid aux États-Unis où elle vit avec une famille américaine. Elle concourt à ses premières compétitions sous le nom de Yarmila Pachl.

### Carrière sportive
Carole Jane Pachl représente le WC de Montréal jusqu'en 1953, puis rejoint le Minto Skating Club à Ottawa où elle est entraînée par Otto Gold. En 1953, elle devient la médaillée de bronze nationale canadienne aux niveaux junior et senior.
Au cours de sa carrière sportive, elle devient triple championne du Canada en 1955, 1956 et 1957. Elle représente son pays à trois championnats nord-américains (1953 à Cleveland, 1955 à Regina et 1957 à Rochester où elle obtient la médaille d'argent), trois mondiaux (1954 à Oslo, 1955 à Vienne et 1957 à Colorado Springs), et aux Jeux olympiques de 1956 à Cortina d'Ampezzo.

## Palmarès
| Compétitions                    | 1953 | 1954 | 1955 | 1956 | 1957 |  |  |  |  |  |  |  |  |  |  |  |
| Jeux olympiques d'hiver         |      |      |      | 6e   |      |  |  |  |  |  |  |  |  |  |  |  |
| Championnats du monde           |      | 8e   | 6e   |      | 4e   |  |  |  |  |  |  |  |  |  |  |  |
| Championnats d'Amérique du Nord | 6e   |      | 4e   |      | 2e   |  |  |  |  |  |  |  |  |  |  |  |
| Championnats du Canada          | 3e   |      | 1re  | 1re  | 1re  |  |  |  |  |  |  |  |  |  |  |  |
|                                 |      |      |      |      |      |  |  |  |  |  |  |  |  |  |  |  |